# 중앙역 (부산)

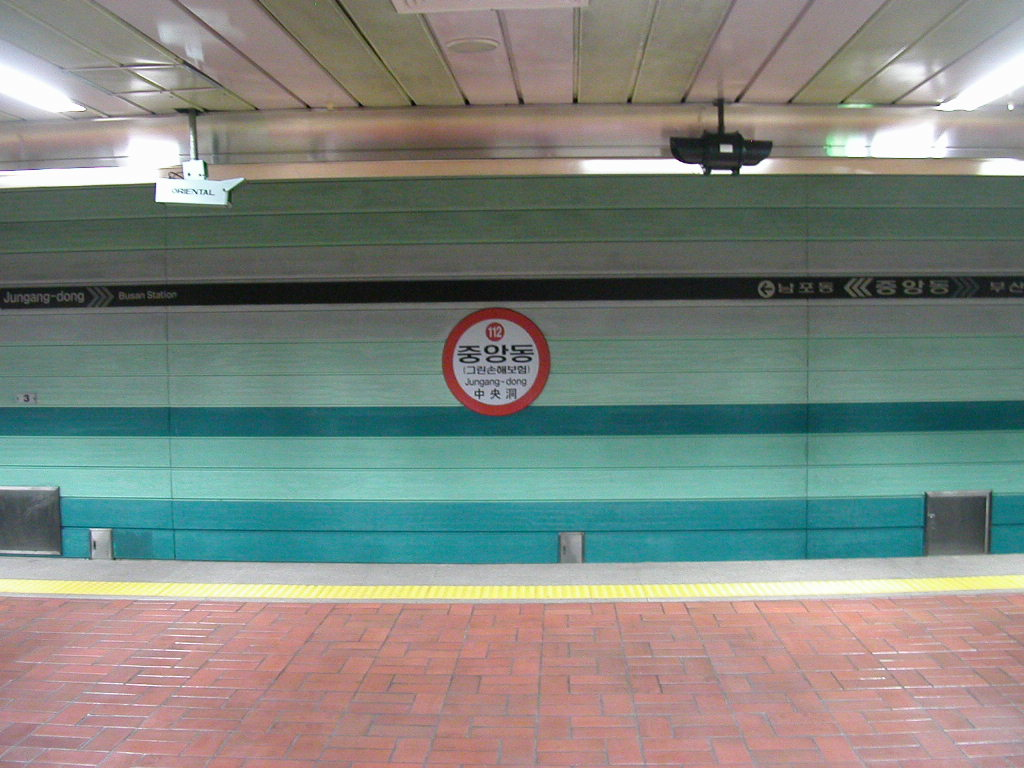
2008년 당시 중앙역의 모습

중앙역(Jungang station, 中央驛)은 부산광역시 중구 중앙동4가에 있는 부산 도시철도 1호선의 지하철역이다. 근처에 부산항연안여객터미널이 위치하고 있으며, 제주도로 가는 정기 여객선을 이용할 수 있다.

## 개요
근처에 부산세관, 부산항만공사, 부산데파트 등이 있다. 부산 도시철도 1호선의 역들 중 몇 안되는 섬식 승강장이다. 광복지하도상가를 통해 남포역, 롯데백화점 광복점과 지하로 연결되어 있다.
이 역에서 중구청이나 메리놀병원으로 가려면 7번 출구로 나간 후 인근의 SC제일은행앞 버스정류장에서 86번, 186번 시내버스 노선으로 환승해야 한다.

## 역 구조
1면 2선의 섬식 승강장이 있는 지하역이다. 1호선 섬식 승강장중 유일하게 선로는 콘크리트 도상으로 되어 있다.
- 반대편횡단: 가능

### 승강장
| 남포 ↑   |
| 하상 \|  |
| ↓ 부산역 |

| 상행 | ● 부산 도시철도 1호선 | 다대포해수욕장 방면           |
| 하행 | ● 부산 도시철도 1호선 | 부산역・서면・동래・노포 방면 |

## 역사
- 1983년 7월 28일 : 부산 도시철도 1호선 범내골 ~ 중앙동 5.4km구간 착공
- 1987년 5월 15일 : 부산 도시철도 1호선 범내골 ~ 중앙동 5.4km구간 개통, 중앙동역 영업 개시
- 1988년 5월 19일 : 토성역까지 연장 개통과 함께 중간역이 됨
- 2007년 12월 31일 : 승강장 벽면 재도색, 부역명 그린화재 추가
- 2008년 7월 1일 : 부역명 그린화재를 그린손해보험으로 변경
- 2010년 2월 24일 : 중앙역으로 역명 변경
- 2012년 6월 30일 : 부역명 그린손해보험 삭제
- 2013년 9월 초 : 리모델링 공사 시작
- 2013년 9월 말 : 리모델링 완료

## 중앙행 열차
1987년 5월 15일부터 1988년 5월 19일까지는 이 역이 시·종착역이었다. 이 역에 진입할 때에는 안내방송과 조용필의 노래 《돌아와요 부산항에》 국악 버전이 함께 송출된 적이 있었으나, 현재는 송출되지 않는다. 2012년 8월 27일 대티역 화재로 중앙행이 잠시 부활하였었다. 이 역과 남포역 사이에는 회차선이 설치되어 있다.

## 역 주변
- 부산세관
- 부산우체국
- 부산중부경찰서
- 부산중부소방서
- 부산지방식품의약품안전청
- 부산출입국관리사무소
- 부산항연안여객터미널
- 중구청
- 국민건강보험공단 중부산지사
- 아시아나항공 부산지점
- 국제시장
- 남성여자고등학교
- 대청동
- 대한성공회 부산교구
- 대한성공회 부산주교좌대성당
- 천주교 부산교구 제2주교좌성당 중앙성당
- 동광동5가
- 동아일보 부산지사
- 백산기념관
- 부산국제여객터미널
- 부산근대역사관
- 부산데파트
- 부산무역회관
- 서라벌호텔
- 중앙동4가
- 중앙동행정복지센터
- 용두산공원
- 중앙일보
- 증권선물거래소
- 토요코인호텔 부산중앙역점
- 한국무역보험공사 부산지사
- CPBC 부산가톨릭평화방송

## 승차량 변동
| 노선  | 승차 인원 | 승차 인원 | 승차 인원 | 승차 인원 | 승차 인원 | 승차 인원 | 승차 인원 | 주 석 |
| 노선  | 2002년    | 2003년    | 2004년    | 2005년    | 2006년    | 2007년    | 2008년    | 주 석 |
| ----- | --------- | --------- | --------- | --------- | --------- | --------- | --------- | ----- |
| 1호선 | 16070     | 14669     | 13666     | 12632     | 11260     | 11078     | 11658     | [ 1 ] |
| 노선  | 2009년    | 2010년    | 2011년    | 2012년    | 2013년    | 2014년    | 2015년    |       |
| 1호선 | 11519     | 11442     | 11387     | 11067     | 11147     | 11057     | 10962     | [ 1 ] |

## 인접한 역
| 부산 도시철도 1호선          | 부산 도시철도 1호선   | 부산 도시철도 1호선  |
| ---------------------------- | --------------------- | -------------------- |
| 111 남포 다대포해수욕장 방면 | ● 부산 도시철도 1호선 | 113 부산역 노포 방면 |